# Púchezh
Púchezh (en ruso: Пучеж) es una ciudad del óblast de Ivánovo, en Rusia, centro administrativo del raión homónimo. Púchezh es un puerto sobre la orilla derecha del Volga. Está situada a 175 km al este de Ivánovo. Su población alcanzaba los 9.354 habitantes en 2009.

## Historia
Púchezh fue mencionada por primera vez como la sloboda de Púchishche en 1594. En el siglo XIX, fue un centro cerealístico y del comercio del lino. En 1862, se edificó una importante hilandería.
En 1952, el llenado del embalse de Gorki amenazó la ciudad que tuvo que ser reconstruida en un nivel más elevado durante los siguientes tres años.
En los alrededores de la ciudad existen granjas de explotación lechera, se da la pesca activa y la explotación forestal, lo que crea un ambiente propicio para el ecoturismo, la pesca deportiva, la caza o el camping.

## Demografía
| 1897  | 1926  | 1939  | 1959  | 1970   | 1979   | 1989   | 2002   | 2008  |
| ----- | ----- | ----- | ----- | ------ | ------ | ------ | ------ | ----- |
| 3 000 | 5 100 | 7 300 | 9 300 | 12 300 | 12 900 | 12 700 | 10 345 | 9 506 |